# 锡德·帕特森
锡德·帕特森（英語：Sid Patterson，1927年8月14日—1999年11月29日），澳大利亚男子自行车运动员。他曾代表澳大利亚参加1950年大英帝国运动会自行车比赛，获得一枚银牌。他也曾参加1948年夏季奥运会。